# ارکیده سپردار بلند
ارکیده سپردار بلند (نام علمی: Nervilia concolor) نام یک گونه از سرده ارکیده‌های سپردار است.